# Професионална техническа гимназия „Симеон Велики“
Професионална техническа гимназия „Симеон Велики“ е гимназия по технически науки във Велики Преслав, област Шумен.
Разположена е на адрес ул. „Любен Каравелов“ № 53. Гимназията е с държавно финансиране. Учебната смяна е сутрин. Директор на училището е Христина Борисова.

## История
През 1963 г., със заповед на Министерството на машиностроенето е открито като Професионално техническо училище по промишлен и енергиен монтаж. От 1 септември 1964 г. училището преминава от ведомството на Народната просвета към Министерството на строежите – ДО „Монтажи“. През учебната 1964/1965 г. се обучават 230 ученици в 7 паралелки. Следващата учебна година броят им нараства на 337, а паралелките са 11. Специалностите са: „Промишлен и енергиен монтаж“, „Електрозаварчици“ и „Електромонтьори на мрежи и системи“. През учебната 1966/1967 г. броят на учениците нараства на 407. През февруари 1967 г. със съвместна заповед на МНП и МС училището от ПТУ прераства в СПТУ по ПЕМ.
През учебната 1970/1971 г. курсистите са 544 в 18 паралелки. Към предишните специалности се разкрива и нова специалност „Контролно-измервателни прибори и автоматика“. Училището разполага с общежитие със 100 места, училищен физкултурен салон, занимални, библиотека, бани и парно отопление.
През учебната 1972/1973 г. се открива нова специалност за дефектоскописти, а през месец май се открива и нов, модерно обзаведен физкултурен салон в самостоятелна сграда. През учебната 1977/78 г. към редовно обучаващите се 454 курсисти се открива и ПУЦ с 84 човека. През учебната 1983/84 г. е приет и първият випуск УПК ЕСПУ – ІІ степен.
През учебната 1987/1988 г. училището преминава в системата на СО „Монтажи“. Със заповед на Асоциация „Строителство“ се преобразува от СПТУ в техникум. Обучават се 461 ученици, разпределени в 15 паралелки, като 5 от тях са в учебно-производствен комплекс (УПК). Техникумът по ПЕМ се преименува в Професионална техническа гимназия „Симеон Велики“ на 25 април 2003 г.
През учебната 2006/2007 г. ПТГ „Симеон Велики“ и ПГ по ПСТТ „Ив.Къндев“ се обединяват в едно цяло – ПТГ „Симеон Велики“.